# Umbellulifera petasites
Umbellulifera petasites is een zachte koraalsoort uit de familie Alcyoniidae. De koraalsoort komt uit het geslacht Umbellulifera. Umbellulifera petasites werd in 1931 voor het eerst wetenschappelijk beschreven door Thomson & Dean. 